# Odango

A sinistra il tipico odango, a destra un odango con code.

L'Odango (お団子?) è un'acconciatura femminile tipica giapponese composta da due crocchie poste ai lati della testa.

## Caratteristiche
Per ricreare l'odango, i capelli vengono prima divisi a metà al centro, legati in modo da creare due code di cavallo alte, strettamente arrotolati ed annodati su se stessi per acconciare due chignon che, infine, sono fissati saldamente con degli elastici per capelli.

## Ilniújiǎotóucinese
In Cina, un'acconciatura simile è il niújiǎotóu (牛角头?, "corna di bue"). Mentre era molto popolare fino agli inizi del XX secolo, oggi è comunemente usata solo in eventi tradizionali. Al contrario dell'odango, il niújiǎotóu è un taglio unisex, e quindi può essere portato sia da maschi che da femmine. Spesso, nell'arte cinese, le capigliature delle ragazze sono raffigurate come "due corna appaiate", mentre quelle dei ragazzi con una sola crocchia nella parte posteriore della testa.

## Odangonella cultura di massa

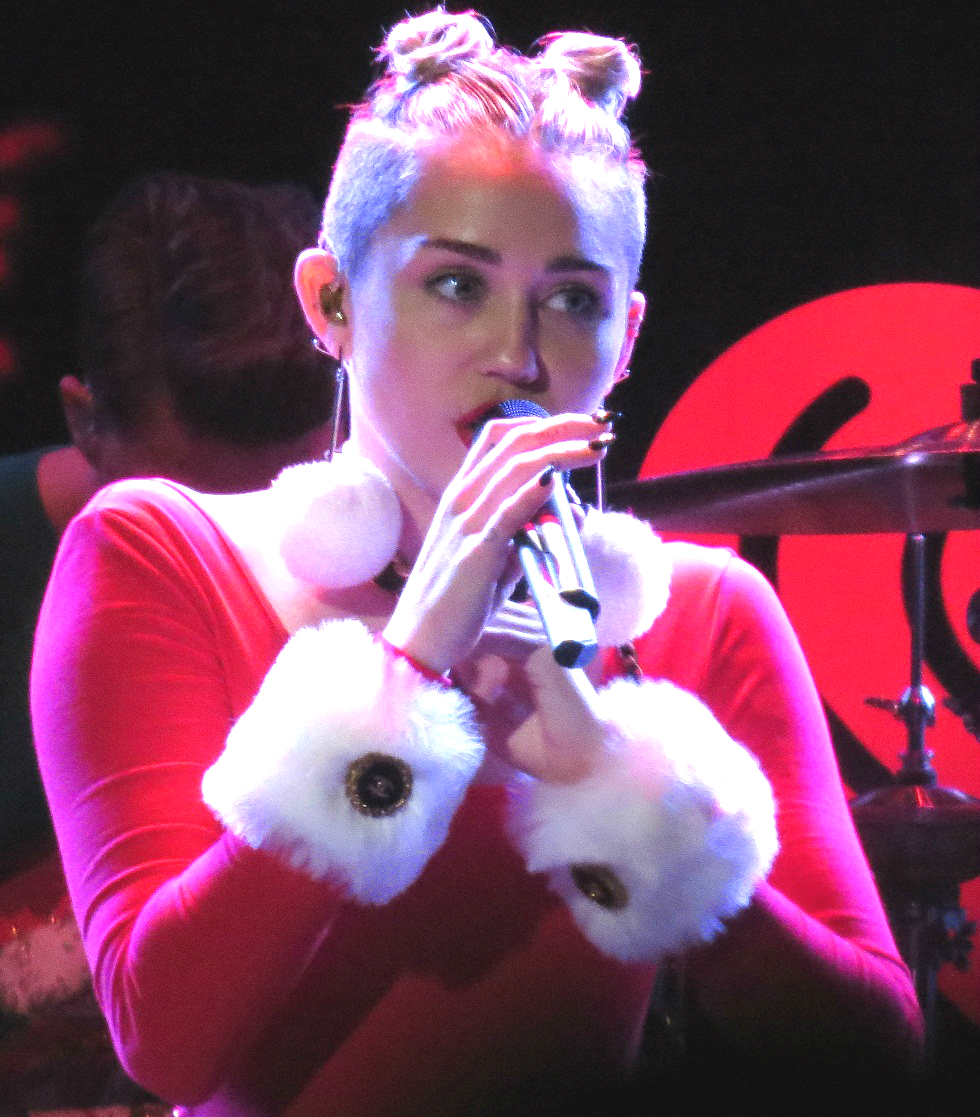
Miley Cyrus con una acconciatura con odango.

L'odango è diventato popolare grazie a personaggi di anime, manga e videogiochi; prima fra tutte Usagi Tsukino (Bunny nell'adattamento italiano), l'eroina della serie di anime e manga Sailor Moon, che viene appunto chiamata col nomignolo di Odango atama (お団子頭?, "Testa di odango") per via della sua particolare pettinatura. L'acconciatura di Usagi deriva da un'abitudine dell'autrice del manga, Naoko Takeuchi, che, quando era all'università, era solita acconciarsi i capelli con l'odango prima degli esami perché credeva che le portasse fortuna.
Alcuni esempi di questa acconciatura sono:
- Usagi Tsukino, Usagi Serenity Chiba Tsukino (Chibiusa) e anche tutte le precedenti sovrane del Silver Millennium, Sailor Cosmos, Luna in versione umana, Kousagi nello speciale Parallel Univers, le Naiadi dell'Elision e Queen Nehellenia  dalla serie Sailor Moon
- Akari Akaza dalla serie YuruYuri
- Haruhi Suzumiya dalla serie La malinconia di Haruhi Suzumiya, nell'episodio "Suzumiya Haruhi no yūutsu I"
- Mint Aizawa dalla serie Tokyo Mew Mew - Amiche vincenti
- Lanhua dalla serie Mermaid Melody - Principesse sirene
- Pai Chan dal videogioco Virtua Fighter
- Chun-Li dalla serie Street Fighter
- Setsuka nel suo costume base, dal videogioco Soulcalibur III
- Fitz Erberlin dal videogioco Atelier Annie: Alchemists of Sera Island
- Lenna Charlotte Tycoon nel suo costume da monaco, dal videogioco Final Fantasy V
- Argilla dal videogioco Digital Devil Saga
- Carrie dalla serie Sex and the City, nell'episodio "All or Nothing"
- Shampoo dalla serie Ranma ½
- Mei Narusegawa dalla serie Love Hina
- Katase Shima dalla serie Uchū no Stellvia
- Meiling Li dalla serie Card Captor Sakura
- Tenten dall'anime Naruto
- Jade nel suo costume alternativo, dal videogioco Mortal Kombat: Deception
- Doremi Harukaze dalla serie Ojamajo Doremi
- Meow dalla serie Kazemakase Tsukikage Ran
- Hiro dalla serie Hidamari Sketch
- Suzume Saotome dalla serie Hyakko
- Jolyne Kujo dalle serie Le bizzarre avventure di JoJo
- Miaka Yuki dalla serie Fushigi yûgi
- Kagura dell'anime Gintama
- Pucca dell'anime Pucca Funny Love
- Re-l Mayer dall'anime Ergo Proxy
- Luna dall'anime Luna, principessa argentata